# Mustapha Afandi
Mustapha Afandi (arabisch مصطفى أفندي, DMG Muṣṭafā Afandī; * 22. Februar 1958) ist ein ehemaliger marokkanischer Radrennfahrer.

## Sportliche Laufbahn
Afandi war Teilnehmer der Olympischen Sommerspiele 1984 in Los Angeles. Im olympischen Straßenrennen schied er beim Sieg von Alexi Grewal aus dem Rennen aus.
1978 wurde Afandi Zweiter der Gesamtwertung der Tunesien-Rundfahrt hinter seinem Landsmann Mustapha Nejjari. Er gewann zwei Etappen der Rundfahrt. 1983 gewann er beim Sieg von Uwe Ampler erneut eine Etappe der Tunesien-Rundfahrt und wurde auf dem 7. Platz bester afrikanischer Teilnehmer.
Die Internationalen Friedensfahrt bestritt er 1984, schied im Verlauf des Rennens aus.
Bei den Arabischen Meisterschaften 1985 gewann er die Goldmedaille im Mannschaftszeitfahren. 1988 gelang ihm dieser Erfolg erneut. 

## Berufliches
Nach seiner aktiven Laufbahn arbeitete er als Trainer in verschiedenen Vereinen in Marokko. 